# کمدی قدرت
کمدی قدرت (فرانسوی: L'Ivresse du pouvoir‎) فیلمی در ژانر درام به کارگردانی کلود شابرول است که در سال ۲۰۰۶ منتشر شد.

## بازیگران
- ایزابل هوپر
- فرانسوا برلئان
- پاتریک بروئل
- روبن رنوچی
- اوبر سن-ماکاری
- جکی نرسسیان
- پیر ورنیه
- روژه دوما
- ژان-ماری وینلینگ
- ژاک بوده
- استفان دوبک
- ایو وِرووِن